# Титовское (Вологодская область)
Титовское — деревня в Сокольском районе Вологодской области.
Входит в состав Воробьёвского сельского поселения, с точки зрения административно-территориального деления — в Воробьёвский сельсовет. Расположена к югу от автодороги А123.
Расстояние по автодороге до районного центра Сокола — 61 км, до центра муниципального образования Воробьёва — 5 км.
По переписи 2002 года население — 17 человек.